# Чхве Мін Хо
Чхве Мін Хо (кор. 최민호, 18 серпня 1980) — південнокорейський дзюдоїст, олімпійський чемпіон.

## Виступи на Олімпіадах
| Олімпіада  | Дисципліна         | Місце |
| ---------- | ------------------ | ----- |
| Афіни 2004 | надлегка категорія | 3T    |
| Пекін 2008 | надлегка категорія | 1     |